# Ásmundur Þorgrímsson
Ásmundur hærulangur Þorgrímsson (apodado cabello largo, n. 975) fue un influyente caudillo vikingo de Bjarg, Staðarbakki, Vestur-Húnavatnssýsla, Islandia. Es uno de los personajes de la saga de Grettir, y padre del protagonista principal Grettir Ásmundarson. En la saga de Laxdœla, cita que era hijo del bóndi Þorgrímur Önundarson (n. 926) y nieto de Onund Pie de Árbol. Según la Saga de los Fóstbrœðra, Ásmundur y Thorsteinn Kuggason fueron grandes vikingos, temidos y respetados y su posición estaba respaldada por Snorri Goði.
La actividad de Ásmundur en la Mancomunidad Islandesa fue muy abundante y comprometida como se documenta en la saga Eyrbyggja, saga Ljósvetninga, Saga de Gísla Súrssonar, y las citadas saga Fórstbræðra y saga de Laxdœla.

## Herencia
Se casó con Ásdís Barðardóttir (n. 980), hija de Bárður Jökulsson (n. 955, un hijo de Jökull Ingimundarson), y fruto de esa relación nacieron cinco hijos:
- Grettir Ásmundarson;
- Atli Ásmundsson (n. 999);
- Illugi Ásmundsson (n. 1001);
- Rannveig Ásmundsdóttir (n. 1003), que se casó con Gamli Þórhallsson (n. 1001) de Hvammr.[8]
- Þórdís Ásmundsdóttir (n. 1005), que se casó con Gamli Óspaksson.

Según la saga de Grettir, de otra relación nació Þorsteinn drómundur Ásmundsson.